# Застава Либије
Застава Либије је црвено-црно-зелена тробојка, са белим полумесецом и звездом на средини, и средњом, црном траком двоструке ширине у односу на спољашње траке.

## Историја
Прва државна застава модерне Либије је усвојена када је Либија стекла независност од Италије 1951. године. Ово је била црвено-црно-зелена тробојка, са белим полумесецом и звездом на средини, и средњом, црном траком двоструке ширине у односу на спољашње траке.
Након пуча 1969, ова застава је замењена панарапском црвено-бело-црном тробојком (сличном тренутној застави Јемена). Након формирања, и раздруживања Федерације Арапских Република (која је на кратко повезала Либију, Египат и Сирију), усвојена је зелена застава (19. новембра 1977). Ово је била једина застава на свету која се састоји само од једне боје, без дезена, натписа, знамења, или било каквих детаља на себи. Зелена је традиционална боја ислама, државне религије у Либији. Она је такође симболисала Гадафијеву „Зелену револуцију“. Горњи десни угао заставе је представљао мир, горњи леви угао је представљао живот, доњи десни угао је представљао верност земљи, а доњи леви угао је представљао јединство.